# Georgi Asparuhovstadion
Het Vivacom Arena – Georgi Asparuhovstadion (Bulgaars: Виваком Арена - Георги Аспарухов) is een multifunctioneel stadion in Sofia, de hoofdstad in Bulgarije. Het stadion wordt vooral gebruikt voor voetbalwedstrijden, de voetbalclub Levski Sofia maakt gebruik van dit stadion. In het stadion is plaats voor 29.200 toeschouwers. Het stadion werd geopend in 1963 en drie keer gerenoveerd, in 1969, 1990 en 1999.

## Naam
De naam van het stadion komt van Georgi Asparuhov (1943–1971), of 'Gundi', een Bulgaars voetballer. Hij wordt beschouwd als een van de beste voetballers uit de historie van het land. In 1965 werd hij verkozen tot Bulgaars voetballer van het jaar en in 1999 werd hij zelfs verkozen tot Bulgaars voetballer van de 20e eeuw. Tussen 1963 en 1990 werd dit stadion Levskistadion genoemd. In 2017 bleef de naam van Georgi Asparuhov aan het stadion verbonden, maar nu met Vivacom Arena ervoor. Dit vanwege het sponsorcontract met Vivacom.

## Afbeeldingen

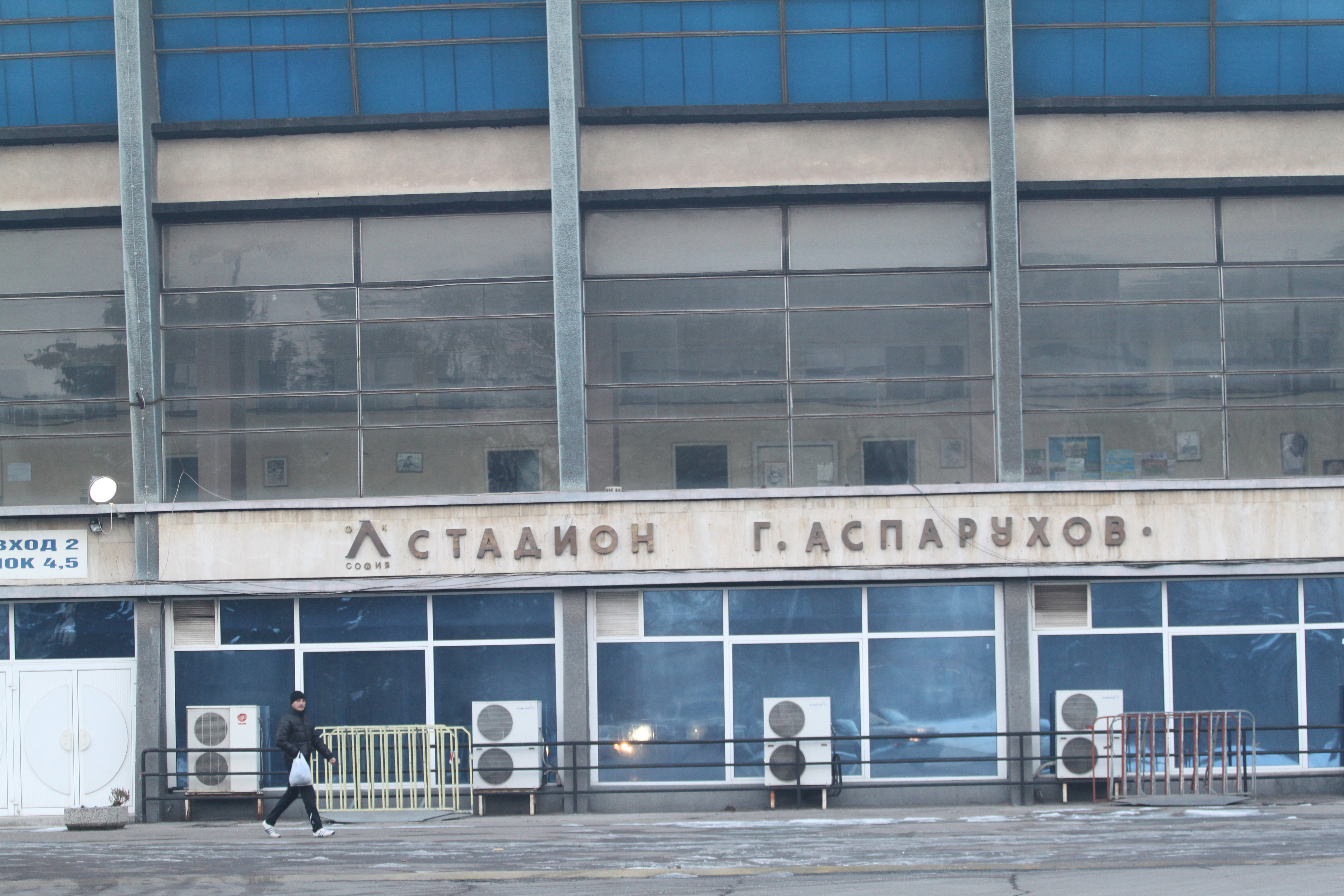
De buitenkant van het stadion.
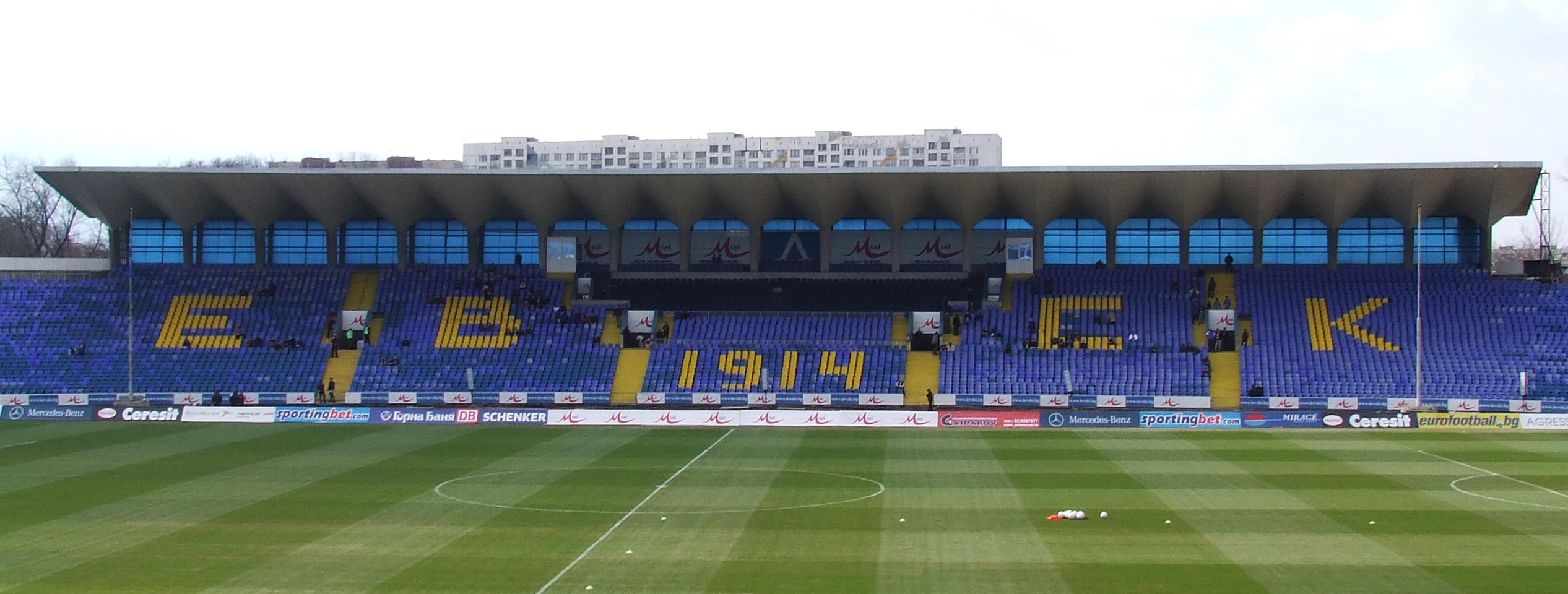
Een deel van de binnenkant van het stadion en het veld.
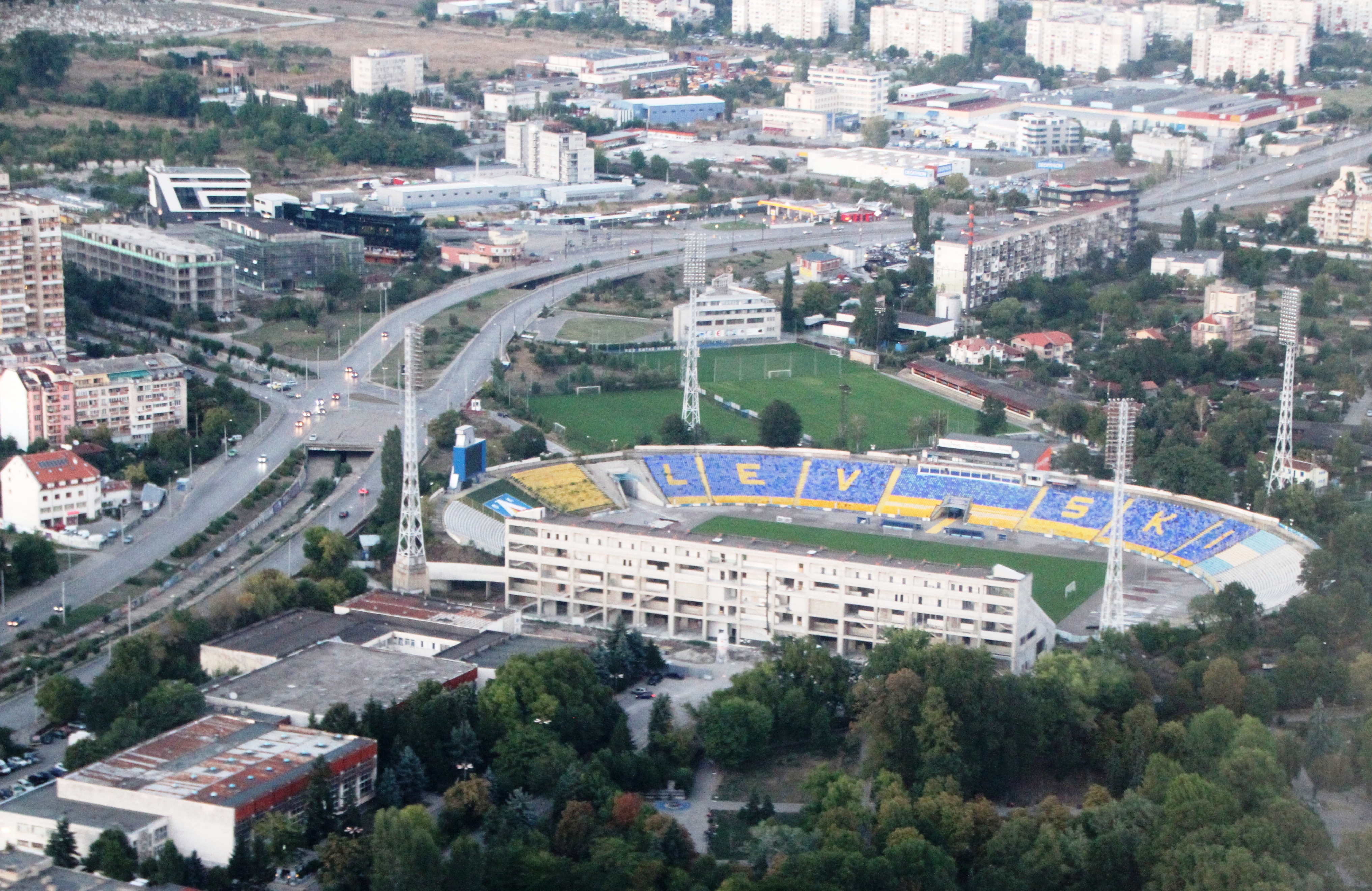
De stadion van bovenaf met een deel van de omgeving.